# Баланс споживання природного газу в Україні
Бала́нс спожива́ння приро́дного га́зу в Украї́ні готує Національна акціонерна компанія (НАК) «Нафтогаз України» на підставі затвердженого Кабінетом міністрів України фінансового плану. Далі баланс за поданням Міністерства палива та енергетики України, передається на розгляд уряду.

## Баланс споживання природного газу в Україні на 2009 рік
Відповідно до розрахунків «Нафтогазу» загальне споживання газу протягом 2009 становитиме 55,9 млрд кубометрів (Факт - 51,9 млрд куб.). Із них: 
- імпортований газ 33 млрд кубометрів,
- на газ власного видобутку 20,6 млрд кубометрів.
- газ, який міститься у підземних сховищах, 2,3 млрд кубометрів

Структура споживання:
- на потреби населення 17,8 млрд кубометрів
- підприємства теплокомунальної енергетики — 10,5 млрд кубометрів
- бюджетні організації — 1,05 млрд кубометрів
- підприємства промисловості — 19,3 млрд кубометрів

## Баланс споживання природного газу в Україні на 2010 рік
Відповідно до розрахунків «Нафтогазу» загальне споживання газу протягом 2010 становитиме 60,89 млрд кубометрів (Факт - 57,6 млрд куб. Із них: 
- імпортований газ 27 млрд кубометрів,
- на газ власного видобутку 20,67 млрд кубометрів.
  - «Укргазвидобування» - 14,75 млрд кубометрів;
  - ВАТ «Укрнафта» — 2,87 млрд кубометрів;
  - ДАТ «Чорноморнафтогаз» — 1,1 млрд кубометрів;
  - інші газодобувні підприємства — 1,95 млрд кубометрів.
- газ, який міститься у підземних сховищах, 13,22 млрд кубометрів

Структура споживання:
- на потреби населення 17 млрд кубометрів
- підприємства теплокомунальної енергетики — 8,3 млрд кубометрів
- бюджетні організації — 0,7 млрд кубометрів
- підприємства промисловості — 23,8 млрд кубометрів
- виробничо-технологічні потреби - 6,59 млрд кубометрів
- закачати в підземні газо-сховища - 3,77

Баланс споживання природного газу в Україні за 2013 рік
У 2013 році Україна спожила 50,4 млрд куб. м газу.
Баланс споживання природного газу в Україні за 2014 рік
За 2014 рік споживання газу в Україні скоротилося на 7,8 млрд куб. м, до 42,6 млрд куб. м або на 16% у порівнянні з 2013 роком (50,4 млрд куб. м газу).
Найбільше скорочення споживання відбулося у промисловості — 4,4 млрд куб. м (з 20,1 до 15,7 млрд куб. м, -22%), значно скоротилися також технологічні витрати газу на виробництво та транспортування блакитного палива (з 4,3 до 3,7 млрд куб. м, -14%). Населення у минулому році спожило 15,1 млрд куб. м (роком раніше — 16,8 млрд куб. м, -10%). Підприємства ТКЕ за минулий рік скоротили використання газу на 1,3 млрд куб. м (з 8,3 до 7,0 млрд куб. м, -16%).
Наведені вище обсяги використання газу включають дані з АР Крим за 12 місяців 2013 р. (1,7 млрд куб. м) та 2 місяці 2014 р. (0,5 млрд куб. м). Без урахування цих даних використання газу на решті території України скоротилось на 14%, в тому числі за категоріями споживачів: промисловість — на 15% до 16,1 млрд куб. м, населення — на 7% до 15,0 млрд куб. м, підприємства ТКЕ — на 8% до 7,0 млрд куб. м.
За минулий рік споживання природного газу скоротилося як в усіх регіонах України, так і за всіма категоріями споживачів.